# Cornelis Zwikker

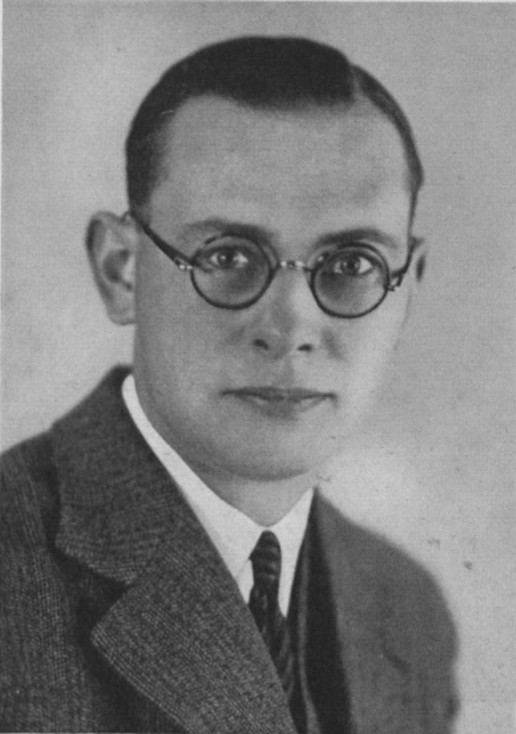
Cornelis Zwikker (1938)

Cornelis Zwikker (* 19. August 1900 in Zaandam; † 20. April 1985 in Zwijndrecht) war ein niederländischer Physiker.
Der Sohn von Klaartje und Klaas Zwikker studierte ab 1918 an der Universität von Amsterdam Chemie und Naturkunde. Von 1923 bis 1929 war er wissenschaftlicher Assistent an der NV Philips in Eindhoven. 1925 wurde er mit einer Arbeit zu  Wolfram-Eigenschaften bei hohen Temperaturen promoviert. 1929 wurde er an die Technische Hochschule Delft zum Professor für theoretische Physik berufen. Er forschte zur  akustischen Gestaltung von Gebäuden. 1945 nahm er bei Philips die Position eines Technischen Direktors ein. 1956–1970 war er Professor in Eindhoven.

## Schriften
- mit Cornelis Willem Kosten, Sound Absorbing Materials (1949)
- The Advanced Geometry of Plane Curves and Their Applications (1963)